# Extr@
Extr@ — серия британских сериалов для обучения иностранным языкам, снятых в период с 2002 по 2004 год. Были выпущены версии на английском, немецком, французском и испанском языках.

## Сюжет
Две девушки снимают комнату в Лондоне. Одна из них — успешная и спортивная, другая — похожа на «английскую розу», (скромную, добрую, элегантную) и любит животных. Содержит собаку. У них есть сосед, просто копия первой девушки, но в мужском обличье. К первой девушке приезжает из-за границы старый друг по переписке. Естественно, на их языке он почти не говорит. История скромно умалчивает, как эти двое могли общаться, не зная языка друг друга, но это не так важно. Ну а позже по сюжету завязывается временами уморительный «любовный квадрат».

## Актеры
В серии «The Twin» актриса Abby Simpson играет также роль сестры-близняшки своего персонажа.
| Английская версия              | Французская версия                       | Немецкая версия                          | Испанская версия                         |
| ------------------------------ | ---------------------------------------- | ---------------------------------------- | ---------------------------------------- |
| Javier Marzan – Hector Romero  | Lawrence Ray (Lars Oostveen) – Sam Scott | Lawrence Ray (Lars Oostveen) – Sam Scott | Lawrence Ray (Lars Oostveen) – Sam Scott |
| Julie Buckfield – Annie Taylor | Marie Cordillot – Annie                  | Britta Becker – Anna                     | Celia Meiras – Ana                       |
| Abby Simpson – Bridget Evans   | Vanessa Seydoux – Sacha                  | Leontine Hass – Sascha                   | Vanessa Otero – Lola                     |
| Toby Walton – Nick Jessop      | Jean-Felix Callens – Nico                | Frank Brunet – Nic                       | Javier Marzan – Pablo                    |

## Персонажи
Гектор (Hector) — персонаж английской версии, приехавший из Аргентины в гости к подруге по переписке. Плохо знает разговорный английский, поэтому часто возникают комичные ситуации по недоразумению. Его родители - миллионеры. По совету Ника пытается скрыть это. В остальных языковых версиях - американец Sam.
Ник (Nick) — комичный персонаж английской версии, небольших умственных способностей. Постоянно попадает в глупые ситуации. Ему нравится дружить с Гектором, т.к. тот богат. Хочет стать богатым и известным. В других языковых версиях Nico\Pablo\Nic.
Энни (Annie) — героиня английской и французской версий: застенчива, мила, имеет братьев/сестер и собаку. Гектор ей симпатичен. Рьяная защитница животных и противница любых проявлений жесткости. Вегетарианец. В других языковых версиях Ana\Anna.
Бриджет (Bridget) — героиня английской версии. Противоположность Энни. C высоким самомнением, занимается спортом, имеет сестру-близнеца. В других языковых версиях Sacha\Lola\Sascha.
Так же в сериале появляются другие персонажи, например, хозяйка квартиры, сестра Бриджет или её начальник.

## Список серий
|    | Английская версия         | Французская версия         | Немецкая версия            | Испанская версия         |
| -- | ------------------------- | -------------------------- | -------------------------- | ------------------------ |
| 1  | Hector’s Arrival          | L'arrivée de Sam           | Sams Ankunft               | La llegada de Sam        |
| 2  | Hector Goes Shopping      | Sam fait du shopping       | Sam geht einkaufen         | Sam va de compras        |
| 3  | Hector Has a Date         | Sam a un rendez-vous       | Sam hat ein Date           | Sam aprende a ligar      |
| 4  | Hector Looks for a Job    | Sam trouve du travail      | Sam sucht einen Job        | Sam busca un trabajo     |
| 5  | A Star Is Born            | Une étoile est née         | Ein Star ist geboren       | Ha nacido una estrella   |
| 6  | Bridget Wins the Lottery  | Le jour du loto            | Lotto Tag                  | El día de la Primitiva   |
| 7  | The Twin                  | La jumelle                 | Der Zwilling               | La gemela                |
| 8  | The Landlady’s Cousin     | La cousine de la concierge | Die Kusine der Vermieterin | La prima de la dueña     |
| 9  | Jobs for the Boys         | Du boulot pour Sam et Nico | Jobs für Nic und Sam       | Trabajos para los chicos |
| 10 | Annie’s Protest           | Annie proteste             | Anna demonstriert          | Ana protesta             |
| 11 | Holiday Time              | Les vacances               | Ferienzeit                 | Tiempo de vacaciones     |
| 12 | Football Crazy            | Fou de foot                | Verrückt nach Fußball      | Fanáticos del fútbol     |
| 13 | A Wedding in the Air      | Un mariage dans l'air      | Hochzeitsvorbereitungen    | Boda en el aire          |
| 14 | Changes                   |                            |                            |                          |
| 15 | The Bouncer               |                            |                            |                          |
| 16 | Uncle Nick                |                            |                            |                          |
| 17 | Cyber Stress              |                            |                            |                          |
| 18 | Just the Ticket           |                            |                            |                          |
| 19 | Kung Fu Fighting          |                            |                            |                          |
| 20 | Every Dog has its Day     |                            |                            |                          |
| 21 | The Entertainers          |                            |                            |                          |
| 22 | Haunting at Halloween     |                            |                            |                          |
| 23 | Truth or Dare             |                            |                            |                          |
| 24 | Pilot Nick                |                            |                            |                          |
| 25 | Art                       |                            |                            |                          |
| 26 | Alibi                     |                            |                            |                          |
| 27 | Can You Live Without ...? |                            |                            |                          |
| 28 | Christmas                 |                            |                            |                          |
| 29 | Camping                   |                            |                            |                          |
| 30 | Love Hurts                |                            |                            |                          |